# Siddika Kabir
Siddiqua Kabir (Dhaka, 7 de maio de 1931 - Dhaka, 31 de janeiro de 2012) foi uma nutricionista, acadêmica, autora de livros de receitas e apresentadora de um programa de culinária de Bangladesh. Uma professora, Kabir apresentou e estrelou vários programas de televisão com cozinha de Bangladesh, incluindo Siddiqua Kabir’s Recipe na NTV Bangla.

## Primeiros anos
Kabir nasceu em Dhaka, em 7 de maio de 1931 e era a segunda de seis filhos, tendo perdido o pai aos 17 anos. Ela frequentou a faculdade de matemática e recebeu um mestrado no assunto. Com uma bolsa de estudos da Fundação Ford, ela obteve seu segundo mestrado em Alimentos, Nutrição e Administração Institucional pela Oklahoma State University em 1963.

## Carreira
Kabir começou sua carreira de professora em 1957, ingressando no departamento de matemática do Eden Girls 'College em Azimpur, Dhaka. Ela ingressou no departamento de nutrição da College of Home Economics, Azimpur, Dhaka, de onde se aposentou como diretora em 1993.
Kabir apareceu em seu primeiro programa de culinária na televisão em 1966, liderando uma longa carreira em vários programas de culinária como apresentadora e convidada. Ela também é autora de livros de receitas, incluindo "Ranna Khaddya Pushti" e "Bangladesh Curry Cookbook". Sua carreira levou a um trabalho de consultoria para grandes marcas de alimentos de consumo estrangeiras e de Bangladesh, como Radhuni, Dano e Nestlé.
Kabir recebeu vários prêmios das indústrias de alimentos e televisão, incluindo o Sheltech Award em 2009.

## Vida pessoal e morte
Kabir era casada com Syed Ali Kabir, jornalista e ex-vice-governador do Banco de Bangladesh. Juntos, eles tiveram duas filhas - Zarina Nahar Kabir e Shahanaz Ahmed Chandana. A atriz Sara Zaker é sua sobrinha.
Kabir morreu no Square Hospital em Dhaka em 31 de janeiro de 2012, aos 80 anos.